# Bernard Lamitié
Bernard Lamitié (* 27. Juni 1946 in Paris) ist ein ehemaliger französischer Leichtathlet, der sich auf den Dreisprung spezialisiert hatte. Er gewann drei Bronzemedaillen bei Hallen-Europameisterschaften und siegte zweimal bei den Mittelmeerspielen.

## Sportliche Karriere
Bernard Lamitié startete für ASPTT Limoges. Er war von 1972 bis 1977 fünfmal französischer Meister im Dreisprung.
Im März 1972 bei den Halleneuropameisterschaften in Grenoble belegte Lamitié den siebten Platz mit 16,26 Meter. Im Sommer 1972 bei den Olympischen Spielen in München erreichte Lamitié als Zwölfter der Qualifikation mit 16,24 Meter das Finale. Im Vorkampf sprang er mit Windunterstützung 16,27 und wurde Zehnter. 1973 kam er mit 15,96 Meter auf den achten Platz bei den Halleneuropameisterschaften in Rotterdam. 1974 gewann Lamitié mit 16,56 Meter die Bronzemedaille bei den Halleneuropameisterschaften in Göteborg. Im Sommer bei den Europameisterschaften in Rom sprang Lamitié mit 15,83 Meter auf den 13. Platz. Im August 1975 siegte er bei den Mittelmeerspielen in Algier mit 16,19 Meter und vier Zentimeter Vorsprung vor dem Jugoslawen Milan Spasojević.
Im Februar 1976 bei den Halleneuropameisterschaften in München sprang Lamitié 16,68 Meter und wurde Dritter. Bei den Olympischen Spielen in Montreal gelangen Lamitié in der Qualifikation 16,39 Meter und damit der zehnte Platz. Im Vorkampf erreichte er 16,24 Meter und belegte den elften Platz. 1977 bei den Halleneuropameisterschaften in San Sebastian gewann er mit 16,45 Meter seine dritte Bronzemedaille, wobei er nur einen Zentimeter hinter Jaak Uudmäe aus der Sowjetunion lag. Im September 1978 bei den Europameisterschaften in Prag belegte Lamitié den vierten Platz mit 16,87 Meter. Bei gleicher Weite wie der drittplatzierte Anatoli Piskulin entschied die zweitbeste Weite zugunsten des Springers aus der Sowjetunion. Am 5. August 1979 siegte Bernard Lamitié beim Europacup in Turin mit seiner Karriere-Bestweite von 16,94 Meter. Im September bei den Mittelmeerspielen in Split gewann Lamitié mit 16,90 Meter und 35 Zentimeter Vorsprung vor den beiden Jugoslawen Miloš Sreiović und Milan Spasojević. 1981 beendete Lamitié bei den Halleneuropameisterschaften in Grenoble mit 16,50 Meter und dem fünften Platz seine internationale Karriere.